# Vorombe titan
Vorombe titan es la única especie del género monotípico Vorombe, el cual se incluye en la familia de los epiornítidos, aves paleognatas no voladoras extintas, endémicas de Madagascar y que son denominadas comúnmente aves elefante. Vorombe titan es el ave más grande del mundo, con una masa corporal media de casi 650 kg.

## Taxonomía
Descripción original
Este género fue descrito originalmente en el año 2018 por el paleontólogo James P. Hansford y el zoólogo británico-finés Samuel Thomas Turvey.
Su única especie fue descrita originalmente en el año 1894 por el paleontólogo británico Charles William Andrews, con el nombre científico de Aepyornis titan.
Localidad tipo
La localidad tipo referida es: “Itampolo (Itampulu Vé), Madagascar”. Esta localidad queda en el sudoeste de la isla.
Holotipo
La serie de sintipos es la catalogada como: NHMUK A439 (un fémur) y NHMUK A437 (un tibiotarso). También posee un lectotipo: NHMUK A439 (un fémur). Se encuentran depositados en el Museo de Historia Natural, de Londres.
Etimología
Etimológicamente, el término genérico neutro Vorombe se construye con palabras en el idioma malgache, las que significan ‘ave grande’. El epíteto específico titan hace referencia al nombre mitológico homónimo del idioma griego, en alusión al poder y tamaño de esta ave gigantesca.
Edad atribuida
Se fecharon muestras de dos fémures asignados a Vorombe titan (los especímenes MNHN MAD 364 y NHMUK A2142); ambos arrojaron una antigüedad de alrededor de 1000 años AP (Holoceno).

### Historia taxonómica

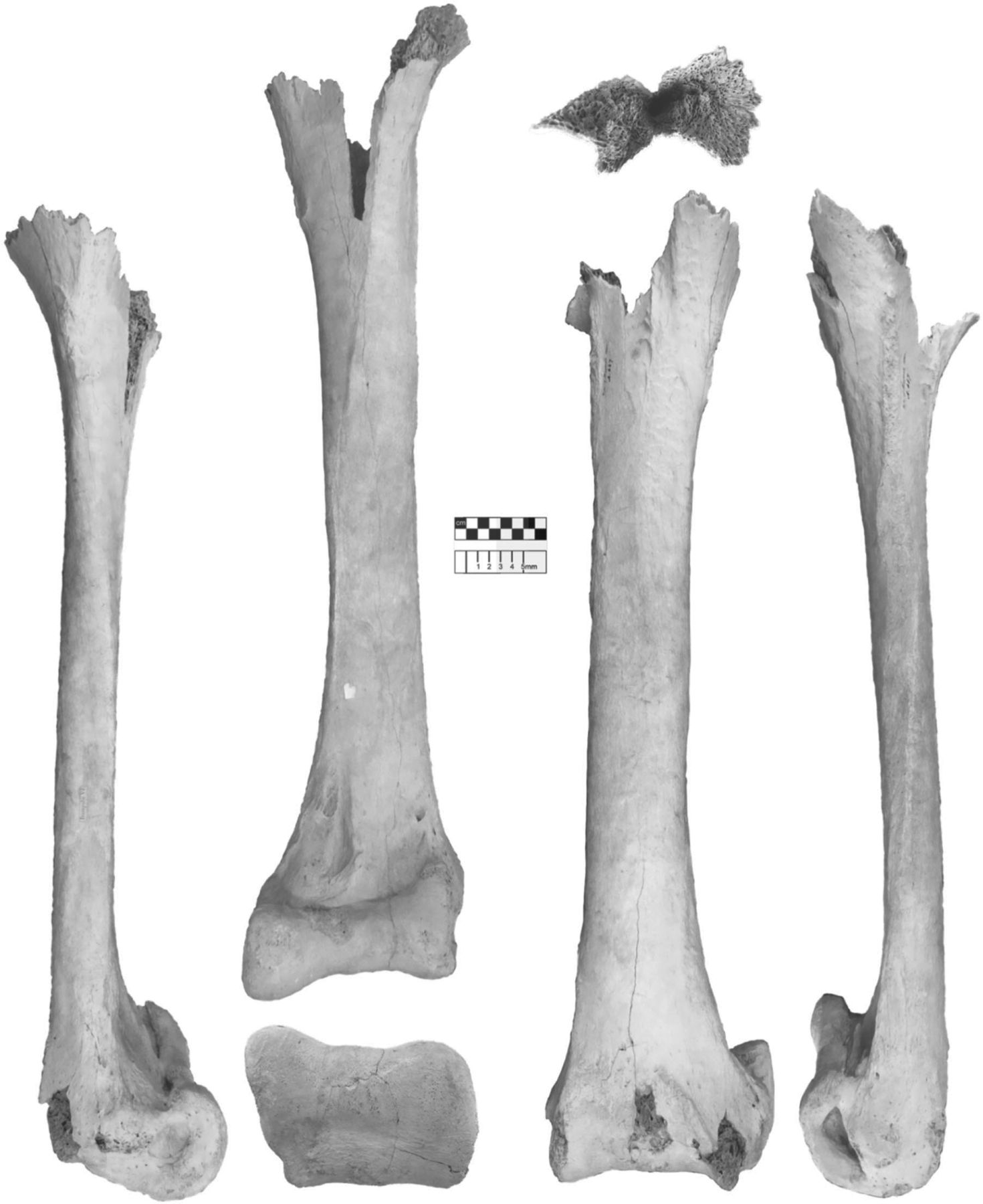
Tibiotarso de Vorombe titan.

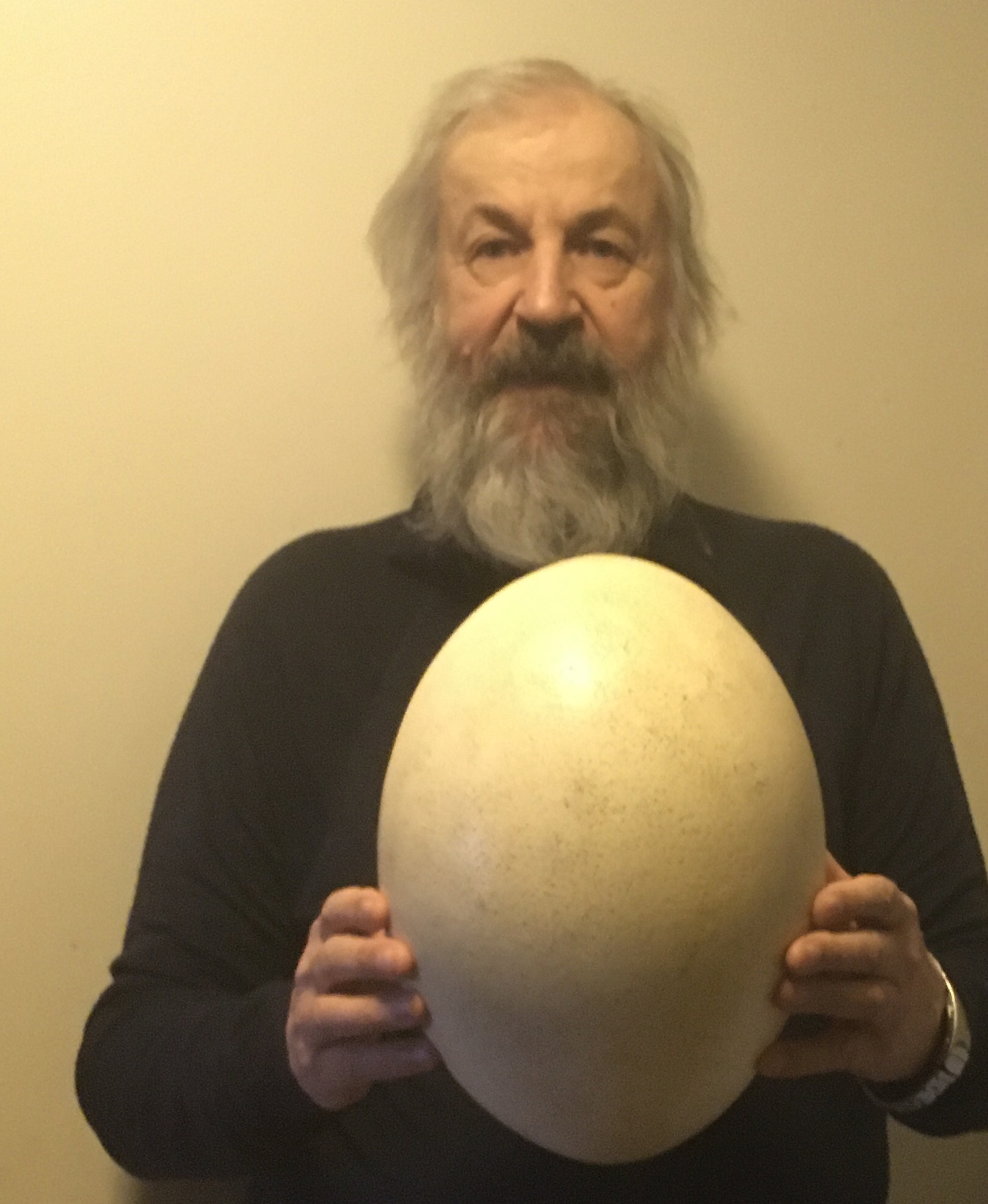
Huevo de Vorombe titan.

En el año 1894 el paleontólogo británico Charles William Andrews, describió a Aepyornis titan, una especie que en el año 1963 el paleontólogo estadounidense especialista en aves fósiles William Pierce Brodkorb la sinonimizó en la especie tipo del género Aepyornis, A. maximus, al considerarla solo un ejemplar inusualmente grande de esta especie,
la cual había sido descrita en el año 1851 por el zoólogo francés Isidore Geoffroy Saint-Hilaire.
En el año 2018, los paleontólogos James P. Hansford y Samuel Thomas Turvey (ambos integrantes de la Sociedad Zoológica de Londres), realizaron la primera revaluación taxonómica de la familia de los epiornítidos luego de 50 años de haberse realizado la última. Se realizó un análisis cuantitativo de los patrones de diversidad morfológica de todos los restos esqueléticos de epiornítidos alojados en las principales colecciones del mundo, se examinaron usando análisis de conglomerados multivariados y el criterio de análisis bayesiano y con la estimación de datos faltantes utilizando algoritmos de imputación múltiple y maximización de expectativas. Como resultado se recuperaron tres morfotipos esqueléticos distintos. Dos de estos morfotipos están asociados a géneros existentes, Mullerornis y Aepyornis, representando ejemplares de cuerpo pequeño y mediano, respectivamente. El tercer morfotipo hallado era el correspondiente al taxón que había sido descrito como Aepyornis titan. Como no había sido reconocido previamente como un género distinto, se procedió a describirlo como un nuevo taxón monotípico de categoría genérica: Vorombe.

## Tamaño
Vorombe titan constituye la especie de ave más grande del mundo, con una altura de 3 metros y una masa corporal media de 643 kg (536 a 732 kg). El mayor fémur (MNHN MAD 368) no pudo ser asignado sin dudas a V. titan al estar incompleto, pero es atribuido a esta especie dado su enorme tamaño; se calculó para el espécimen al cual perteneció una masa de 860 kg.

## Extinción
Como las restantes especies de aves elefantes, Vorombe titan está completamente extinta, al igual que toda la megafauna de vertebrados holocénicos malgaches, la que además incluía animales notables como lémures gigantes, hipopótamos endémicos, tortugas gigantes, etc. Esta extinción generalizada es atribuida a las interacciones humano-faunales resultado de la tardía colonización humana de Madagascar, la que eliminó a la totalidad de los vertebrados isleños mayores a 10 kg de masa corporal.
Se postula que las aves elefantes fueron ecológicamente el grupo faunístico más determinante de Madagascar, incluso más que los lémures, ya que controlaban la vegetación, se alimentaban de plantas, diseminaban biomasa y dispersaban, a través de la defecación, los propágulos de especies vegetales con semillas muy grandes, por lo que el ecosistema insular todavía sufre los efectos de la extinción de estas aves.